# Hauptwache (Weimar)

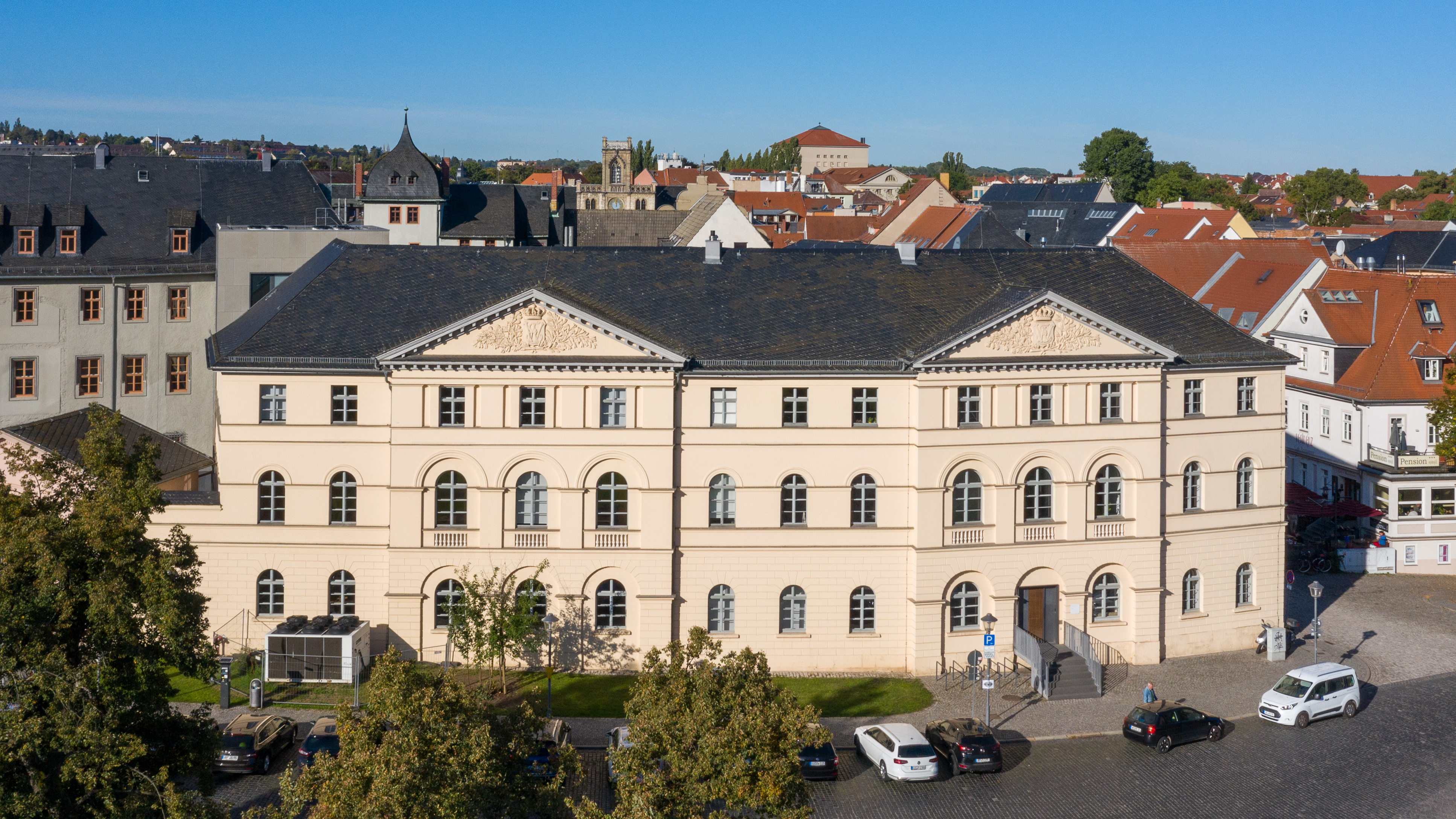
Neue Wache in Weimar

Die Hauptwache oder sogenannte Neue Wache in Weimar wurde zwischen 1834 und 1838 nach Plänen von Clemens Wenzeslaus Coudray errichtet. 
Das klassizistische Bauwerk wurde am früheren Fürstenplatz (heute Platz der Demokratie 4) bzw. an der Nordseite des Grünen Marktes als dreigeschossiger Bau errichtet und bildet einen Ersatz für ein früheres Wachgebäude. Laut Rolf Bothe handelt es sich um das Wolzogensche Haus. Diese Bezeichnung rührt von dem Schwager Friedrich Schillers Wilhelm von Wolzogen her, der seit 1798 darin wohnte. Sie ist heute Teil des Studienzentrums der Herzogin-Anna-Amalia-Bibliothek. Daneben befinden sich die von Coudray entworfenen Holzhallen, die zugleich Eingänge zum Roten Schloss und Gelben Schloss bilden. Vor der dazwischen liegenden Mauer hinter dem Roten und Gelben Schloss steht der Ildefonsobrunnen. Das war aber nicht dessen ursprünglicher Aufstellungsort. Ursprünglich war dieser unweit der Pompejanischen Bank im Park an der Ilm aufgestellt.
Zusammen mit der architektonischen Verkleidung der Holzhallen bildet die Hauptwache einen würdigen Abschluss des Schlossvorplatzes. Die Gliederung der Fassade mit dem kräftig vorspringenden Risalit und dem über die Traufkante in das Dach hineinreichenden Giebel in Form eines antiken Tympanons erinnert an Bauten Andrea Palladios. 1911 erfolgte eine Erweiterung des Baus für die Fürstliche Kammer ebenfalls mit einem übergiebelten Risalit. Der ursprünglich siebenachsige Bau wurde durch sechs weitere Achsen praktisch spiegelbildlich verdoppelt. Das Giebelfeld beider enthält auch das fürstliche Wappen von Wilhelm Ernst (Sachsen-Weimar-Eisenach), geschmückt mit reichem Eichenlaub und Lorbeerzweigen. Im Jahre 1993 erfolgte seine Restaurierung.
Das Gebäude steht auf der Liste der Kulturdenkmale in Weimar (Einzeldenkmale).